# 馬嶋清眼
馬嶋 清眼（まじま せいがん、生年不詳 - 1379年4月6日（永和5年（北朝）/天授5年（南朝）3月19日））は、南北朝時代の僧医である。姓は馬島とも表記される。

## 経歴・人物
初めは尾張の海東郡馬島(現在の海部郡大治村字馬場)にある医王山薬師寺蔵南坊（後の明眼院）の住職として活動し、延文のころからその傍らで眼科医として活動を始める。その後は大僧都を務められ、薬師如来からの霊夢によって服薬および洗浄等といった新たな眼病治療を用いた。この治療法は馬嶋流眼科と呼ばれ、日本における眼科医の祖として名を馳せた。(小川剣三郎、福島義一、中泉行正がそれぞれ『日本眼科史』の中で言及している。)
以後代々その流派を受け継いで江戸時代には第13世住職の円慶が後水尾天皇から明眼院を、第21世の円海は桃園天皇から勅願所の称号を与えられている。また第28世であった円如は長崎で蘭学を学び蘭漢折衷堅の眼科医として活動し、明治時代には第34世の馬嶋順吉が名古屋市に移して活動した。また明眼院の境内には多くの眼病の患者が入院した建物が建てられた。